# Quadro de medalhas de esgrima na Universíada de Verão de 1970

## Quadro de medalhas
| Ordem | País                   | Medalha de ouro | Medalha de prata | Medalha de bronze |   |
| ----- | ---------------------- | --------------- | ---------------- | ----------------- | - |
| 1     | URS União Soviética    | 6               | 1                | 2                 | 9 |
| 2     | HUN Hungria            | 1               | 2                | 3                 | 6 |
| 3     | FRG Alemanha Ocidental | 1               |                  |                   | 1 |
| 4     | ITA Itália             |                 | 2                | 2                 | 4 |
| 5     | ROM Romênia            |                 | 2                |                   | 2 |
| 6     | POL Polônia            |                 | 1                | 1                 | 2 |